# Ginger (nome)
Ginger  è un nome proprio di persona inglese maschile e femminile.

## Varianti
- Femminile: Gingee[2], Gingie[2], Ginjer[2], Jinger[2], Gingerline[3].

## Origine e diffusione
Il nome significa letteralmente "colore fulvo". Può inoltre essere un ipocoristico del prenome Virginia.
È diffuso prevalentemente al femminile, ma si ritrova anche al maschile, specie come soprannome (v. la sezione "Persone").

## Onomastico
Nel primo significato citato, il nome è adespota. Le persone che portano questo nome possono quindi festeggiare il proprio onomastico il 1º novembre, giorno dedicato alla festa di Ognissanti.

## Persone

### Femminile
- Ginger Alden, attrice e modella statunitense
- Ginger Helgeson, tennista statunitense
- Ginger Lynn, pornoattrice statunitense
- Ginger Rogers, ballerina, attrice e cantante statunitense

### Maschile
- Ginger Baker, batterista britannico
- Ginger Fish, batterista statunitense
- Ginger Richardson, calciatore statunitense

## Il nome nelle arti
- Ginger e Fred è un film del 1985, diretto da Federico Fellini[4]
- Ginger è un personaggio del manga Lamù[5]